# سوتانيون

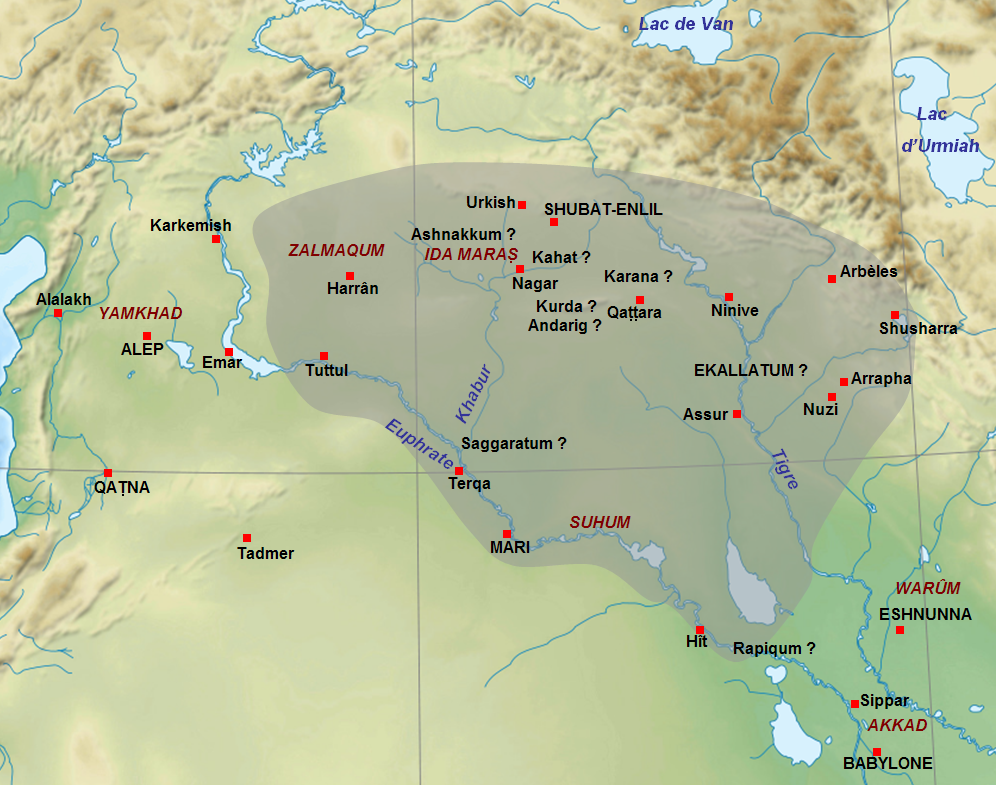
خريطة للامتداد التقريبي لمملكة سامسي-أدو/شمشي-أدد (1815-1775 قبل الميلاد)

سوتانيون شعب سامي سكنوا في جميع أنحاء بلاد الشام حوالي عام 1350 قبل الميلاد ، كما تواجدوا لاحقاً في بابل. وهم المشار إليهم في ثمانية من رسائل تل العمارنة 382. كانوا تقليدياً يعملون كمرتزقة. وتروي وثائق من الإمبراطورية الآشورية الوسطى (1395-1075 قبل الميلاد) عن وجودهم في مدينة مستعمرة من قبل اعمار الآشورية، التي تقع حالياً شمال شرق سوريا. واجتاح السوتانيون، جنبا إلى جنب مع شعوب سامية أخرى، مثل الكلدان والآراميين، مساحات شاسعة من بابل حوالي عام 1100 قبل الميلاد. ثم غزاهم الآشوريين في نهاية المطاف ضمن فتوحاتهم في بابل.